# John Davenport
John Davenport, né le 29 novembre 1939, est un copilote britannique de rallye. 

## Biographie
Il participe à son premier rallye alors qu'il étudiait encore les mathématiques à l'Université d'Oxford.
Sa carrière en compétition internationale s'étale de 1962 à 1975.
Il a navigué aux côtés de Vic Elford, Simo Lampinen, Ove Andersson, Timo Mäkinen, Hannu Mikkola, et Achim Warmbold, sur Ford, Saab,  Lancia, BMW, et Peugeot.
Ses plus nombreux succès ont été acquis durant les années 1960, et il a disputé 18 courses en IMC, puis 17 en WRC. 
Il a travaillé pour les revues Motoring News et Autosport, et a dirigé l'écurie du British Leyland’s racing team durant 10 ans.

## Palmarès

### Victoires en rallye
- 1967: Rallye RACE d'Espagne (avec Ove Andersson, sur Lancia Fulvia HF);
- 1968: RAC Rally (avec Simo Lampinen, sur Saab 96);
- 1970 et 1972: Rallye du Portugal (avec Simo Lampinen, sur Lancia Fulvia HF, et Achim Warmbold, sur BMW 2002 Ti);
- 1973: Rallye Jänner (avec Achim Warmbold, sur Volkswagen 1302 S);
- 1974: Rallye des 1000 lacs (avec Hannu Mikkola, sur Ford Escort Mk1);
- 1974: Rallye du Pays de Galles (avec Markku Alén, sur Ford Escort RS 1600);
- 1975: Rallye de Hesse (avec Achim Warmbold, sur Alpine A310);
- 1975: Rallye Donegal (avec Achim Warmbold, sur BMW 2002) (Irlande);
  - 2e du rallye Monte-Carlo (1967);
  - 2e du gulf London rally (1968);
  - 2e du rallye de l'Acropole (1967);
  - 2e du rallye de Rideau Lakes (1974);
  - 2e du rallye international du Pays de Galle (1965);
  - 2e du rallye des tulipes (1966);
  - 3e du rallye des 1000 lacs (1970);
  - 3e du rallye de l'Acropole (1971).